# Kauert (Berg)
Der Kauert ist ein Berg im Pfälzerwald.

## Geographie

### Lage
Der Berg befindet sich auf Gemarkung der Stadt Dahn. Entlang seines Ostfußes verläuft die Lauter, an seinem Nordwestfuß der Moosbach und an seinem Westfuß der Seibertsbach. an seinem Nordfuß befindet sich außerdem der Neudahner Weiher.

### Naturräumliche Zuordnung
1. Großregion 1. Ordnung: Schichtstufenland beiderseits des Oberrheingrabens
2. Großregion 2. Ordnung: Pfälzisch-saarländisches Schichtstufenland
3. Großregion 3. Ordnung: Pfälzerwald
4. Region 4. Ordnung (Haupteinheit): Wasgau
5. Region 5. Ordnung: Dahner Felsenland

## Bauwerke
Auf dem Kauert steht ein Fernmeldeturm,. Auf seinem nördlichen Ausläufer befindet sich die Ruine der Burg Neudahn.

## Natur
Auf dem Berg befinden sich mehrere Felsformationen wie der Elwetritschefelsen und der Schwalbenfelsen.

## Tourismus
Über den Kauert führt unter anderem der Fernwanderweg Donnersberg–Donon, der Felsenland Sagenweg, einer der mit grün-blauem Balken markiert ist und von Göllheim bis nach Eppenbrunn verläuft sowie die Kauert-Tour und entlang seines Ostfußes die Biosphärentour sowie der Planetenweg.